# Jorge Coci

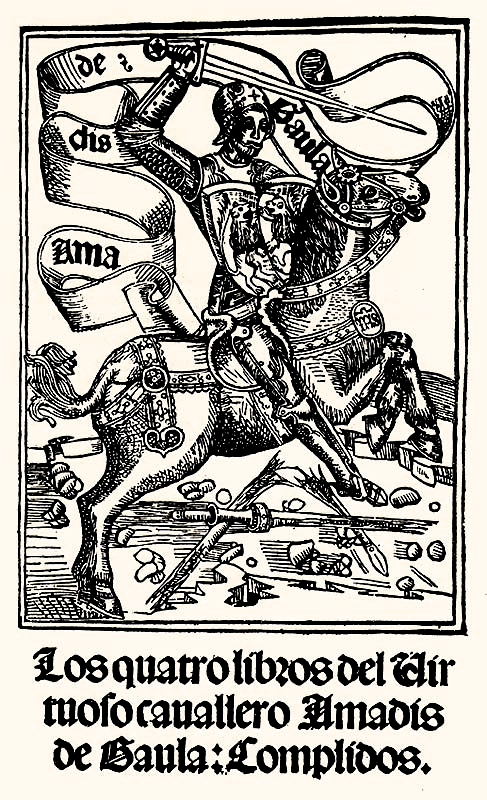
Primera edición del Amadís de Gaula de Garci Rodríguez de Montalvo, impreso en Zaragoza por Jorge Coci en 1508.

Jorge Coci (fallecido en 1546) fue un impresor alemán arraigado en Zaragoza y activo en la primera mitad del siglo XVI. Mantuvo una de las primeras y más importantes imprentas de España de su tiempo.

## Reseña biográfica
Nació en Alemania y se trasladó a  Zaragoza a finales del siglo XV.
Se asoció a los alemanes Leonardo Hutz y Luppo Appenteger para imprimir antes de 1503 un Breviarium Romanum. Este año Jorge Coci y Leonardo Hutz dieron a la estampa Breviario de Valencia y en 1504, Coci pasó a trabajar como único propietario de la imprenta. En su prensa zaragozana salió a la luz en 1508 la primera edición de Los cuatro libros del virtuoso caballero Amadís de Gaula, refundida y escrita en su último libro por Garci Rodríguez de Montalvo, libro de caballerías que sería reimpreso en multitud de ocasiones a lo largo del siglo XVI.
Destacó también por su labor como editor de la obra del humanista alcañizano y médico Juan Sobrarias, uno de los principales impulsores del renacimiento de la cultura clásica en Aragón y excelente poeta neolatino.
Sus publicaciones impresas, de gran calidad, rondan la cifra de trescientos libros. Fue habitual en sus estampaciones el uso de un tintado bicolor rojo y negro y una abundante presencia de grabados. Sus Décadas de Tito Livio fue considerado el impreso más pulcro del siglo XVI. 
Coci tenía una gran amistad con el escultor valenciano afincado en Zaragoza Damián Forment. A través de este impresor, Forment pudo conocer la obra del pintor Durero que posteriormente le sirvió como fuente de inspiración para desarrollar las trazas de algunos retablos.
Contrajo matrimonio con Isabel Rodríguez,  hermana de un boticario zaragozano. Enviudó dos años después. Su esposa fue enterrada en una capilla que mandó construir en la iglesia de Santa Engracia. Jorge Coci murió en 1546 y sus restos fueron depositados junto a los de su esposa.
Tiene una calle dedicada en Zaragoza.

## Ediciones impresas por Jorge Coci

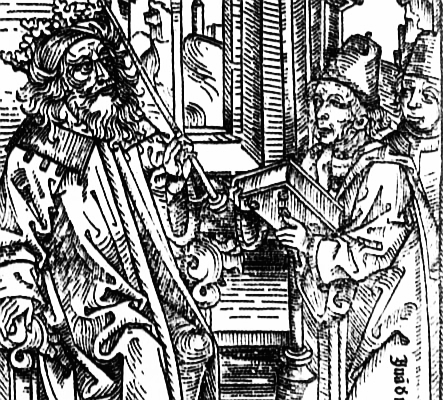
Grabado del interior de una edición impresa en Zaragoza por Jorge Coci en 1509, en el que Juan de Mena ofrece a Juan II su Laberinto de Fortuna.

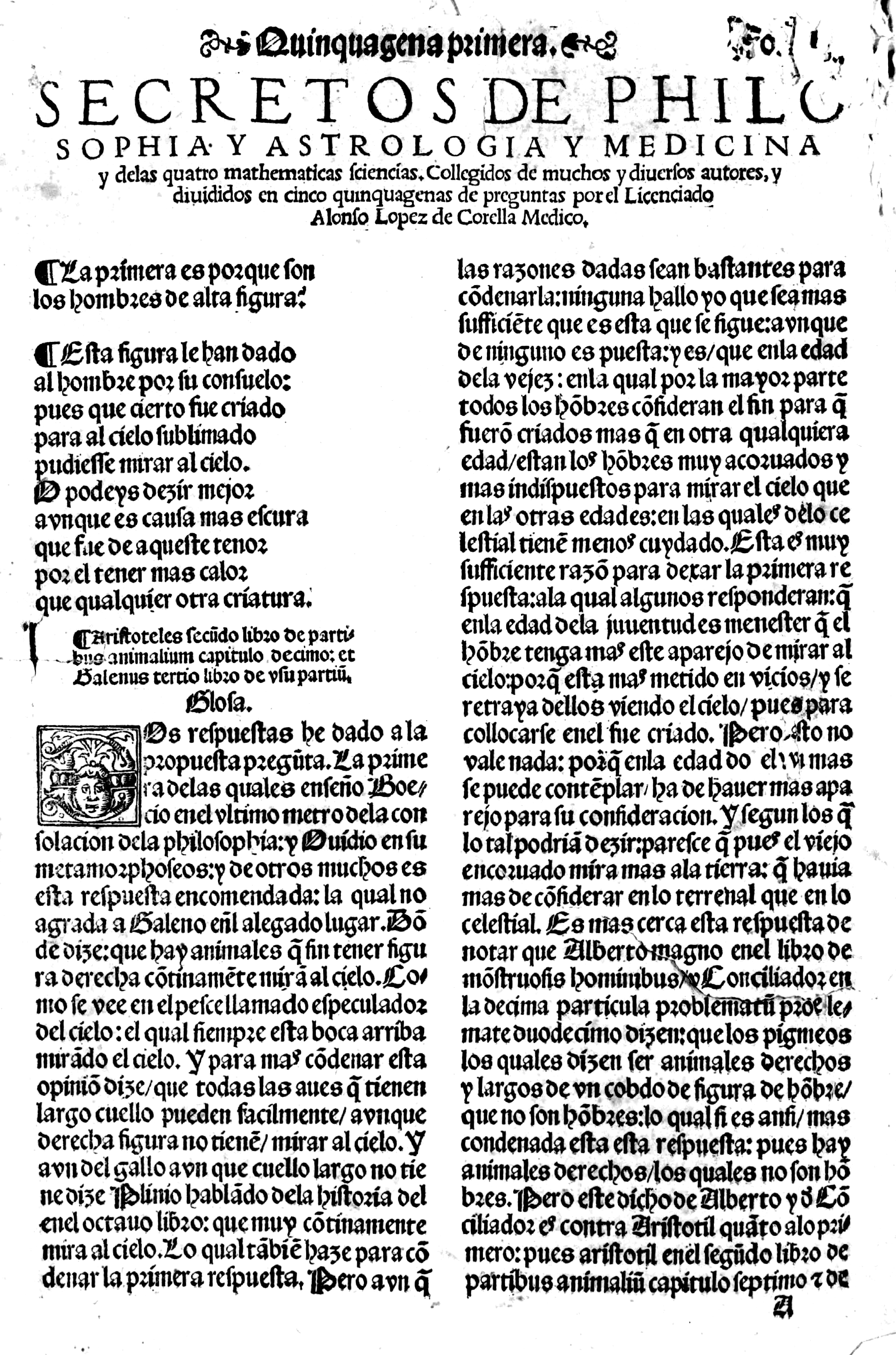
Secretos de Philosophia y Astrologia y Medicina y de las quatro mathematicas Sciencias..., de Alonso López de Corella. Impreso por Jorge Coci en 1547.

- 1505. Andrés de Li, Summa de Paciencia.[4]
- 1506. Juan de Mena, Laberinto de Fortuna.[5]
- 1507. Fernando de Rojas, Tragicomedia de Calisto y Melibea.[6]
- 1508. Dionisio Catón, Cato et contemptus.[7]
- 1508. Bernardo Pseudo, Floretus, cum commento.[8]
- 1508. Garcí Rodríguez de Montalvo, Amadís de Gaula.[9]
- 1508. Michele Verino, Liber distichorum.[10]
- 1508. Juan de Luzón, Cancionero.[11]
- 1509. Lucio Marineo Sículo, De primis Aragoniae regibus et eorum rerum gestarum per brevi narratione libri quinque.[12]
- 1509. Juan de Mena, Laberinto de Fortuna.[13]
- 1509. Lucio Marineo Sículo, Pandit Aragoniae veterum primordia regum hocopus et forti...[14]
- 1509. Aristóteles, Ética, traducida por Carlos de Viana.
- 1510. Libro de canto, con las Pasiones, Lamentaciones y Angélica.
- 1510. Michele Verino, Nova distichorum Verini impressio: cum quibusdam alijs ad scholasticorum vtilitatem nuper adiectis.[15]
- 1510. Bernardo Pseudo, Floretus cum commento.[16]
- 1510. Pedro de la Vega, Hystoria nueva del bienaventurado doctor y luz de la yglesia sant hieronymo.[17]
- 1510. Juan Sobrarias, Ioannis Sobrarii Secundi Alcagnicensis, artium et medicinae doctoris et poetae laureati, Moralia disticha.[18]
- 1511. Juan Sobrarias, Panegyricum carmen de gestis heroicis divi Ferdinandi Catholici, Aragonum, utriusque Siciliae, et Hierusalem Regis semper Augusti, et de Bello contra Mauros Lybes.[18]
- 1512. Juan del Encina, Cancionero.[19]
- 1512. Nicolaus de Plove, Tractatus sacerdotalis.[20]
- 1513. Miguel del Molino, Repertorium fororum et observantiarum regni Aragorum.[21]
- 1513. Virgilio, Obras completas.
- 1513. Juan Sobrarias, Libellus carminum.[18]
- 1513. Diego de Valera, Crónica abreviada de España.[22]
- 1514. Pedro de la Vega, Hystoria nueva del bienaventurado doctor y luz de la yglesia sant hieronymo.[17]
- 1515. Juan de Mena, Laberinto de Fortuna (reimpresión de la de 1509).[13]
- 1515 o 1518. Gonzalo de Villadiego, Contra hereticam pravitatem. De irregularitate.[23]
- 1516. Juan del Encina, Cancionero.[19]
- 1516. Pro utilitate notarior-u procurator-u ac cetero[rum] cupi-eti-u scire stilu et precti-a curia[rum] regni arago-u.[24]
- 1516. Juan de Luzón, Cancionero.[25]
- 1516. Formularium Curiae Ecclesiae Caesaraugustanae.[26]
- 1517. Constitutiones synodales.[27]
- 1518. Pro directione eorum qui scire nituntur formam litigandi in curia ecclesiastica...[28]
- 1518. Missale Ecclesie Urgellen.[4]
- 1520. Tito Livio, Las quatorze decadas de Tito Livio Hystoriador de los Romanos.[17] Traducidas por fray Pedro de la Vega. Profusamente ilustrada con excelentes xilografías.
- 1520. Martín Gracía, Sermones emin etissimi totius[que] Barchinon esis gregis tutatoris acerrimi.[29]
- 1520. María de Santo Domingo, Oración y contemplacion de la muy devota religiosa y gran sierva de Dios.[30]
- 1521. Pedro de la Vega, La vida de nuestro Señor Jesu Christo, de su sanctissima Madre y de los sanctos segund el orden de sus fiestas.[17]
- 1521. Pedro de la Vega, Flos Sanctorum.[22]
- 1521. Garcí Rodríguez de Montalvo, Amadís de Gaula.[9]
- 1521. Juan Sobrarias Tractatus paruarum logicalium.[18]
- 1522. Missale cesaraugustanum.[4][31]
- 1522. Juan Sobrarias Ioannis Sobrarii Secundi Alcagnicensis, artium et medicinae doctoris et poetae laureati, Moralia disticha.[18]
- 1523. Diego de San Pedro, Cárcel de amor.[4]
- 1525. Juan Sobrarias Ioannis Sobrarii Secundi Alcagnicensis, artium et medicinae doctoris et poetae laureati, Moralia disticha.[18]
- 1525. Suma de los fueros y observancias del noble inclito reyno de Aragon.[32]
- 1525. Constitutiones synodales.[33]
- 1527. Gaspar Lax, Quaestiones phisicales.[34]
- 1529. Erasmo de Róterdam, Enchiridion militis Christiani, con prólogo de Alonso Manrique, arzobispo de Sevilla.[35]
- 1529. Misal de Tarazona.[36]
- 1529. Pedro de la Vega, Declaración del decálogo de los diez mandamientos.[17]
- 1531. Juan Sobrarias Ioannis Sobrarii Secundi Alcagnicensis, artium et medicinae doctoris et poetae laureati, Moralia disticha.[18]
- 1532. Missale cesaraugustianum.[4]
- 1532. Constitutiones synodales.[37]
- 1533. Pedro de la Vega, La vida de nuestro Señor Jesu Christo, de su sanctissima Madre y de los sanctos segund el orden de sus fiestas.[17]
- 1533. Guido de Cauliaco, Inventario o collectorio de cirugia.[22]
- 1534. Pedro de la Vega, Dei genitricis semperque Virginis Marie vita: ex evangelica narratione atque sanctorum patrum scriptis.[17]
- 1535. Juan Sobrarias Ioannis Sobrarii Secundi Alcagnicensis, artium et medicinae doctoris et poetae laureati, Moralia disticha.[18]
- 1536. Missale Ecclesie Urgellen.[4]
- 1539. Fernando Basurto, Diálogo del cazador y del pescador.[38]
- 1539. Juan Justiniano, Libro llamado Instrucion de la muger christiana.[4]
- 1543. Missale Romanum cesaugust.[4]
- 1544. Anfitrión de Plauto.
- 1544. Alejo Venegas, Agonia del transito de la muerte : con los auisos y cosuelos que acerca della son prouechosos.[4]
- 1545. Fernando de Rojas, Tragicomedia de Calisto y Melibea.[31]
- 1546. Pedro Ciruelo, Confesonario.
- 1547. Breviario del Monasterio de Sigena.
- 1547. Alonso López de Corella, Secretos de Philosophia y Astrologia y Medicina y de las quatro mathematicas Sciencias, a costa de Pedro Bernuz.[39]